# Stacjonariusz

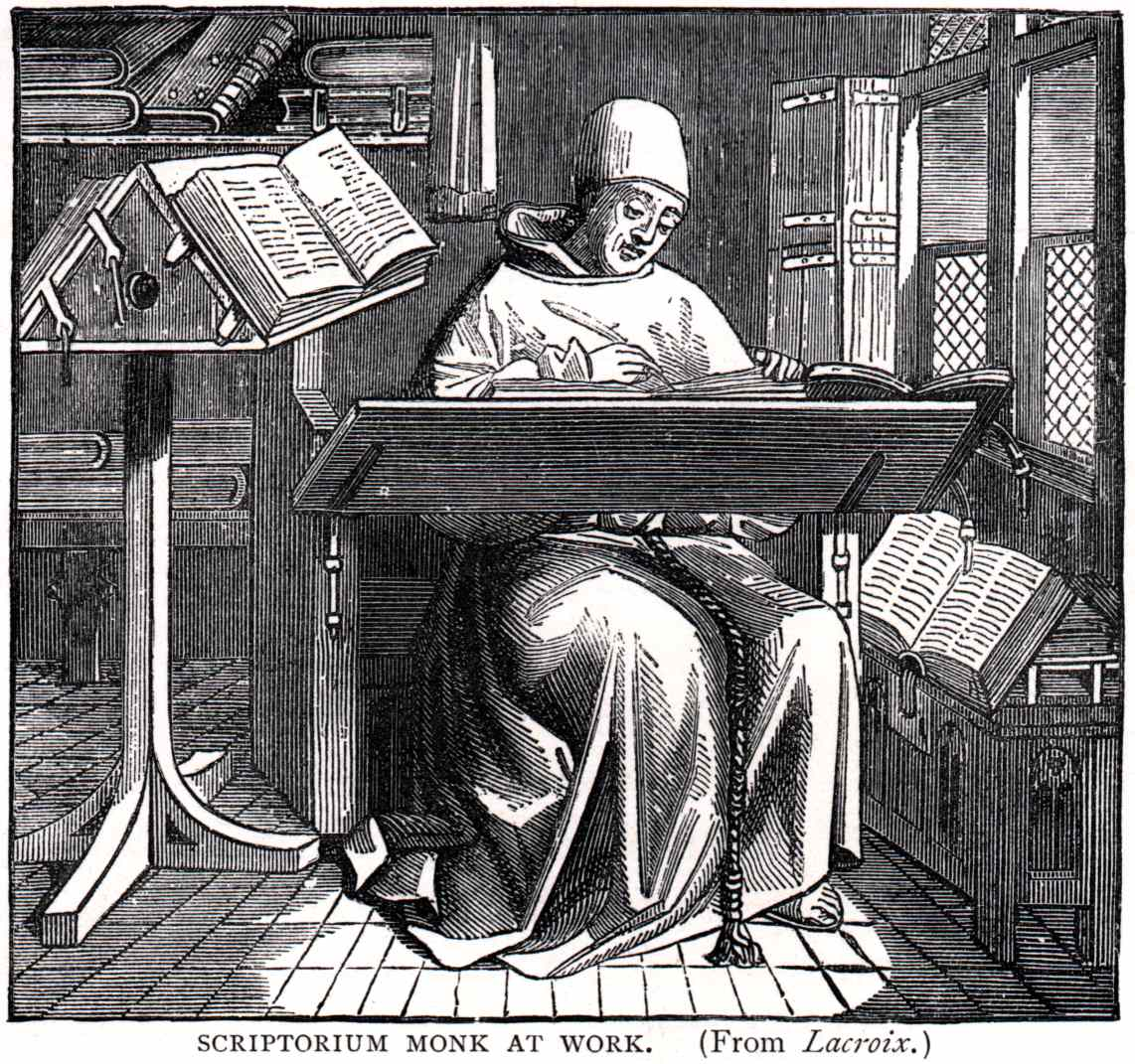

Stacjonariusz (stationarius) – średniowieczny handlarz uniwersytecki pełniący jednocześnie funkcje bibliotekarza, księgarza i wydawcy dla kopii ksiąg rękopiśmiennych.
Pod koniec średniowiecza, ale jeszcze przed erą druku, nastąpił znaczący rozwój rękopiśmiennictwa. Skryptoria wyszły wtedy także poza mury zakonów, a umiejętność czytania i pisania, oraz potrzeba gromadzenia książek zaczęły gwałtownie powszednieć, rozszerzając się na inne stany niż dotąd, jak np. na mieszczaństwo. Przypadło to na okres rozwoju miast (XIII–XIV wiek), a co za tym idzie także wyższych szkół świeckich – uniwersytetów.
Stacjonariusz zajmował się udostępnianiem studentom odpowiednich rękopisów do nauki – wypożyczając je za opłatą lub (rzadziej) także sprzedając (komisowo). Był on również osobą odpowiedzialną za poziom tych rękopisów oraz ich dostępność (odpowiednią liczbę kopii na stanie). Za zgodą i pod kontrolą uczelni, na podstawie uzyskanych od niej egzemplarzy nadzorował pracę kopistów, jak i rozprowadzanie, będąc tym samym wydawcą, bibliotekarzem i księgarzem.